# Libiamo ne' lieti calici
Libiamo ne' lieti calici ("Bevem alegres de les copes") és un conegut duet amb cor de La traviata, òpera de Giuseppe Verdi amb llibret de Francesco Maria Piave. És una de les melodies operístiques més conegudes, i pren la forma d'un brindis, un tema musical alegre que anima a la celebració tot prenent vi o un altre tipus de beguda alcohòlica.

## L'escena
Aquest duet s'interpreta al primer acte de l'òpera, durant una festa celebrada a la casa de Violetta, la protagonista femenina, que l'interpreta junt amb Alfredo, protagonista masculí i enamorat de Violetta, que és animat pel seu amic Gastone i la mateixa Violetta a mostrar les seves habilitats com a poeta. Alfredo comença una cançó que incita a brindar i beure, i després s'hi afegeixen Violetta i la resta del cor.

## Text i traducció
| Alfredo Libiamo, libiamo ne'lieti calici che la bellezza infiora. E la fuggevol, fuggevol ora s'inebrii a voluttà Libiam ne'dolci fremiti che suscita l'amore, poiché quell'occhio al core onnipotente va. Libiamo, amore, amor fra i calici più caldi baci avrà Coro Ah! Libiam, amor, fra' calici più caldi baci avrà Violetta Tra voi, tra voi saprò dividere il tempo mio giocondo; Tutto è follia, follia nel mondo ciò che non è piacer Godiam, fugace e rapido è il gaudio dell'amore, è un fior che nasce e muore, ne più si può goder Godiamo, c'invita, c'invita un fervido accento lusinghier. Coro Ah! godiamo, la tazza, la tazza e il cantico, la notte abbella e il riso; in questo, in questo paradiso ne scopra il nuovo dì–– Violetta La vita è nel tripudio Alfredo Quando non s'ami ancora Violetta Nol dite a chi l'ignora, Alfredo È il mio destin così... Tutti Ah si, godiamo, la tazza, la tazza e il cantico, la notte abbella e il riso; in questo, in questo paradiso ne scopra il nuovo dì. | Alfredo Beguem alegres dels calzes que la bellesa floreix i el moment fugisser s'embriagui al nostre gust. Bevem amb el dolç estremiment que suscita l'amor, ja que aquests ulls al cor van omnipotents Bevem, l'amor entre els calzes tindrà besos més càlids Cor Beguem, l'amor entre els calzes tindrà besos més càlids Violetta Entre vosaltres compartiré el meu moment d'alegria Tot el que no és plaer en el món és bogeria Gaudim, fugaç i ràpid és el gaudi de l'amor. És una flor que naix i mor, i no es pot gaudir més. Gaudim, ens convida una veu calorosa i afalagadora Cor Gaudim, la beguda, els càntics i el riure adornen la nit; que en aquest paradís se'ns mostri el nou dia Violetta La vida només és plaer Alfredo Quan encara no s'estima Violetta No ho digueu a qui ho ignora Alfredo Així és el meu destí Cor Gaudim, la beguda, els càntics i el riure adornen la nit; que en aquest paradís se'ns mostri el nou dia. |